# Municipio de California (Indiana)
El municipio de California (en inglés: California Township) es un municipio ubicado en el condado de Starke en el estado estadounidense de Indiana. En el año 2010 tenía una población de 2011 habitantes y una densidad poblacional de 21,41 personas por km².

## Geografía
El municipio de California se encuentra ubicado en las coordenadas 41°13′13″N 86°38′10″O / 41.22028, -86.63611. Según la Oficina del Censo de los Estados Unidos, el municipio tiene una superficie total de 93.94 km², de la cual 89,77 km² corresponden a tierra firme y (4,43 %) 4,16 km² es agua.

## Demografía
Según el censo de 2010, había 2011 personas residiendo en el municipio de California. La densidad de población era de 21,41 hab./km². De los 2011 habitantes, el municipio de California estaba compuesto por el 97,22 % blancos, el 0,15 % eran afroamericanos, el 0,55 % eran amerindios, el 0,1 % eran asiáticos, el 0,85 % eran de otras razas y el 1,14 % eran de una mezcla de razas. Del total de la población el 2,78 % eran hispanos o latinos de cualquier raza.